# خوزه لوئیس مرینو
خوزه لوئیس مرینو (اسپانیایی: José Luis Merino‎؛ زادهٔ ۱۰ ژوئن ۱۹۲۷–۲ ژوئیه ۲۰۱۹) کارگردان، و فیلم‌نامه‌نویس اهل اسپانیا بود. وی طی سال‌های ۱۹۵۸–۱۹۹۰ میلادی به عنوان کارگردان و نویسنده به‌طور مستقیم در ساخت حدود ۳۰ فیلم مشارکت داشته‌است که بسیاری از آنها در سبک اکشن/ماجراجویی، جنایی، درام و وسترن اسپاگتی است. وی از دهه ۱۹۶۰ میلادی و پس از آن به ساخت فیلم‌های سبک وسترن اسپاگتی و ماجراجویی روی آورد.
از فیلم های او می توان به مرثیه‌ای برای یک بیگانه اشاره کرد.